# Doktorns hemlighet (1930)
Doktorns hemlighet är en svensk film från 1930 i regi av John W. Brunius. I rollerna ses bland andra Ivan Hedqvist, Pauline Brunius och Olof Sandborg.
Inspelningen ägde rum i Paramounts studio i Joinville-le-Pont i Val-de-Marne i Frankrike. Filmens förlaga var pjäsen Half an Hour av James M. Barrie, vilken hade uruppförts på Lyceum Theatre i New York den 25 september 1913. Pjäsen omarbetades till filmmanus av Per Stille. Filmen premiärvisades på biograferna Olympia och Imperial i Stockholm den 4 november 1930. Den var 65 minuter lång och barntillåten.

## Handling
Lady Lillian Gardner (Pauline Brunius) är olyckligt gift med den rike affärsmannen Richard Gardner (Olof Sandborg). På en bankett träffar hon Hugo Paton (Hugo Björne), som hon förälskar sig i. Han står i begrepp att resa till Egypten och Lady Lillian bestämmer sig för att ta avsked av honom i hans hem. Väl ute på gatan blir han dock påkörd och avlider. I Hugos våning möts Lady Lillian av doktor Bolton (Ivan Hedqvist), som blir den ende att känna till hennes hemliga förälskelse. Hon går i ständig ångest att han ska avslöja henne.

## Rollista
- Ivan Hedqvist – doktor Bolton
- Pauline Brunius – Lady Lillian Gardner
- Olof Sandborg – Richard Gardner
- Hugo Björne – Hugo Paton
- Erik "Bullen" Berglund – Mr. Redding
- Märta Ekström – Mrs. Redding
- Anne-Marie Brunius – Annie
- Ragna Broo-Juter – Mary

### Fotnoter
1. 1 2 3  ”Doktorns hemlighet”. Svensk Filmdatabas. http://sfi.se/sv/svensk-filmdatabas/Item/?itemid=3672&type=MOVIE&iv=Basic&ref=/templates/SwedishFilmSearchResult.aspx?id%3d1225%26epslanguage%3dsv%26searchword%3ddoktorns+hemlighet%26type%3dMovieTitle%26match%3dBegin%26page%3d1%26prom%3dFalse. Läst 22 mars 2013.